# Maria Bethânia
Maria Bethânia, celým jménem Maria Bethânia Vianna Telles Veloso (* 18. června 1946, Santo Amaro da Purificação, Brazílie), je známá brazilská zpěvačka, sestra Caetana Velosa. Kariéru zahájila v roce 1964 v Riu de Janeiru a do dnešní doby vydala více než 30 hudebních alb.

## Život a kariéra
V dětství se Maria chtěla stát herečkou. Její matka byla ale hudebnicí, a to ovlivnilo i výběr povolání. Když bylo Marii 13 let, rodina se přestěhovala ze Santo Amaro da Purifição do Salvadoru v brazilském státě Bahia. Tam poznala Maria bohémské intelektuálské kruhy, chodila do divadel. Zpěvaččin bratr Caetano Veloso přizval svou sestru v jejích 16 letech k pěvecké spolupráci na hudbě k filmu, jíž byl producentem. Maria odmítla, ale režisér filmu Álvaro Guimarães, jemuž se líbil její hlas, ji pozval v roce 1963 k účinkování v muzikálu Nélsona Rodriguese. Znovu potom vystoupila příští rok spolu se svým bratrem, Gilbertem Gilem, Gal Costou, a Tomem Zé při příležitosti otevření divadla Vila Velha Theater. Od Nary Leão dostala nabídku k účinkování v sérii koncertů Opinião. V roce 1965 pak Maria Bethânia vydává první singl s nahrávkou protestní písně Carcará; ve stejném roce vydává své první nahrávky i její bratr Caetano.

## Diskografie
|  |  | - Maria Bethânia, 1965 - Maria Bethânia canta Noel Rosa, 1966 - Edu e Bethânia (s Edu Lobem), 1967 - Recital na Boite Barroco (live), 1968 - Maria Bethânia, 1969 - Maria Bethânia Ao Vivo, 1970 - Vinícius + Bethânia + Toquinho (live), 1971 - A Tua Presença, 1971 - Rosa dos Ventos, 1971 - Quando o Carnaval Chegar (soundtrack), 1972 - Drama, 1972 - Drama 3º ato (live), 1973 - A cena muda (live), 1974 - Chico Buarque e Maria Bethâni (live), 1975 - Pássaro Proibido, 1976 - Doces Bárbaros (live), 1976 - Pássaro da Manhã, 1977 - Maria Bethânia e Caetano Veloso Ao Vivo, 1978 - Álibi, 1978 - Mel, 1979 - Talismã, 1980 - Alteza, 1981 - Nossos Momentos (live), 1982 - Ciclo, 1983 | - A Beira e O Mar, 1984 - Dezembros, 1987 - Maria, 1988 - Memórias da Pele, 1989 - Olho d'Água, 1992 - As canções que você fez pra mim, 1993 - "Maria Bethania ao Vivo ", 1994 - Âmbar, 1996 - Imitação da Vida (live), 1997 - A Força que nunca seca, 1999 - Diamante Verdadeiro (live), 1999 - Cânticos, Preces e Súplicas à Senhora dos Jardins do Céu, 2001 - Maricotinha, 2001 - Maricotinha Ao Vivo, 2002 - Maricotinha Ao Vivo (DVD), 2003 - Brasileirinho, 2003 - Que falta você me faz, 2005 - Tempo Tempo Tempo Tempo (DVD), 2005 - Pirata, 2006 - Mar de Sophia, 2006 - Omara Portuondo e Maria Bethânia, 2008 |

## Filmografie
- Maria Bethânia: Música é Perfume, 2005[5][6]
- Doces Barbaros s Galem Costou a Caetanem Velosem (DVD), 2006
- Maria Bethânia, 2007